# Нейве
Нейве (итал. Neive) — коммуна в Италии, располагается в регионе Пьемонт, в провинции Кунео.
Население составляет 3147 человек (2008 г.), плотность населения составляет 150 чел./км². Занимает площадь 21 км². Почтовый индекс — 12057. Телефонный код — 0173.
Покровителем коммуны почитается святой архангел Михаил, празднование 29 сентября.

## Демография
Динамика населения:

## Администрация коммуны
- Официальный сайт: http://www.langhe.net/neive/